# Coppa Italia di pallacanestro maschile 2001
La Coppa Italia di pallacanestro maschile 2001 è stata la venticinquesima edizione della manifestazione.
Denominata "Tiscali Cup" per ragioni di sponsorizzazione, per il secondo anno si svolge con la formula delle final eight.
La sede scelta per il torneo è Forlì; le date sono il 25 ed il 26 aprile per i quarti di finale; il 27 aprile le semifinali, mentre la finale si è svolta il 28 aprile alle ore 17:00.

## Squadre
Le squadre qualificate sono le prime sette classificate del girone d'andata della Serie A1 2000-2001 e la prima classificata del girone d'andata della Serie A2 2000-2001.
1. Kinder Bologna
2. Paf Bologna
3. Scavolini Pesaro
4. AdR Roma
5. Cordivari Roseto
6. Müller Verona
7. Montepaschi Siena
8. Fila Biella (1ª in serie A2)

## Tabellone
|  | Quarti di finale | Quarti di finale  | Quarti di finale |                  |    | Semifinali       | Semifinali | Semifinali |  |  | Finale | Finale         | Finale |
|  |                  |                   |                  |                  |    |                  |            |            |  |  |        |                |        |
|  | 1                | Kinder Bologna    | 96               |                  |    |                  |            |            |  |  |        |                |        |
|  | 8                | Fila Biella       | 88               |                  |    |                  |            |            |  |  |        |                |        |
|  | 8                | Fila Biella       | 88               |                  |    | Kinder Bologna   | 83         |            |  |  |        |                |        |
|  |                  |                   |                  |                  |    | Kinder Bologna   | 83         |            |  |  |        |                |        |
|  |                  |                   | AdR Roma         | 72               |    |                  |            |            |  |  |        |                |        |
|  | 4                | AdR Roma          | AdR Roma         | 72               | 89 |                  |            |            |  |  |        |                |        |
|  | 4                | AdR Roma          |                  |                  | 89 |                  |            |            |  |  |        |                |        |
|  | 5                | Cordivari Roseto  | 73               |                  |    |                  |            |            |  |  |        |                |        |
|  |                  |                   |                  |                  |    |                  |            |            |  |  |        | Kinder Bologna | 83     |
|  |                  |                   |                  | Scavolini Pesaro | 58 |                  |            |            |  |  |        |                |        |
|  | 3                | Scavolini Pesaro  | 93               |                  |    |                  |            |            |  |  |        |                |        |
|  | 6                | Müller Verona     | 76               |                  |    |                  |            |            |  |  |        |                |        |
|  | 6                | Müller Verona     | 76               |                  |    | Scavolini Pesaro | 88         |            |  |  |        |                |        |
|  |                  |                   |                  |                  |    | Scavolini Pesaro | 88         |            |  |  |        |                |        |
|  |                  |                   | Paf Bologna      | 87               |    |                  |            |            |  |  |        |                |        |
|  | 2                | Paf Bologna       | Paf Bologna      | 87               | 86 |                  |            |            |  |  |        |                |        |
|  | 2                | Paf Bologna       |                  |                  | 86 |                  |            |            |  |  |        |                |        |
|  | 7                | Montepaschi Siena | 79               |                  |    |                  |            |            |  |  |        |                |        |

## Verdetti
- Vincitrice Coppa Italia: Kinder Bologna

Formazione: Antoine Rigaudeau, Emanuel Ginóbili, Davide Bonora, Alessandro Abbio, Alessandro Frosini, David Andersen, Fabrizio Ambrassa, Rashard Griffith, Matjaž Smodiš, Marko Jarić. Allenatore: Ettore Messina.
- MVP: Rashard Griffith - Kinder Bologna